# Пулкан, Мухаммадкул Джанмурад оглы
 Пулкан шаир Мухаммадкул Джанмурад-оглы   (узб.  Пулкан шоир Мухаммадкул Жонмурод ўғли; 1874, кишлак Катаган Бухарский эмират (ныне Хатырчинского района Навоийской области, Узбекистана) — 1942, село Катаган Навоийской области — узбекский советский народный поэт-сказитель. Один из классиков узбекской литературы.

## Биография
Пулкан шаир Мухаммадкул Джанмурад-оглы  родился в селе Катаган Хатырчинского бекства Бухарского эмирата.
Среди других узбекских сказителей известны Фазыл Юлдаш оглы (1872-1955 гг.), Ислам Назар оглы (1874-1953 гг.), Абдулла шаир Нурали оглы (1870-1975 гг.), Курбан Исмаил оглы (1869-1940 гг.).
Сказители исполняли дастаны - стихотворные поэмы, которые сопровождались прозаическими пояснениями рассказчика-певца. В дастанах тесно переплетается героическая и романтическая тематика. Большинство узбекских эпических произведений отражают историческое прошлое народа. 

## Произведения
Поэмы, исполненные Пулкан-шаиром: Ёдгор”, “Шайбонийхон”, “Қиронхон” «Кунтуғмиш», «“Гўрўғлининг туғилиши”, “Юнуспари”, “Мисқол пари”, “Чамбил қамали”, “Равшан”  В репертуаре Пулкана было более 70 дастанов.

## Гибель
Пулкан-шаир стал жертвой сталинских репрессий и погиб в тюрьме в 1942 году.

## Память
- В Самарканде установлен памятник Пулкану и двум другим узбекским сказителям.